# Francesc Bonifaç i Massó
Francesc Bonifaç i Massó (* 1735 in Valls; † 1806 in Tarragona) war ein katalanischer Bildhauer des Barock. Er war Enkel des Bildhauers Lluís Bonifaç i Sastre und Urenkel des Bildhauers  Lluís Bonifaç dem Älteren und Bruder des Bildhauers  Lluís Bonifaç i Massó.

## Leben und Werk
Francesc Bonifaç ließ sich 1759 in Tarragona nieder, wo er Pläne und Zeichnungen des römischen Amitheaters anfertigte, die später als Grundlage für archäologische Studien dienten. Francesc Bonifaç fertigte eine große Zahl von Bildern und Altarbildern wie Sant Francesc de Paula in Sant Martí in Maldà (Urgell, 1762), einen Sant Christus für El Morell (Provinz Tarragona, 1766), Esther und Abigail für den Cambril de la Misericordia in Reus (1772), der von seinem Bruder Lluís angefertigt worden war, die Altarbilder von Sant Isidre, Sant Roc und Sant Pelegrí für die Kathedrale von Lleida (von 1775 bis 1785) und das prächtige Hauptaltarbild der Karmeliter von Vilanova i la Geltrú (1795). Unter den Werken ungeklärter Chronologie sind die Altarbilder von Sant Oleguer und Sant Agustí in der Kathedrale von Tarragona zu erwähnen.
Francesc Bonifaç’ Kunst gehört der letzten Periode des Barock an, die deutlich von akademischen Strömungen beeinflusst ist. 1771 wurde Francesc Bonifaç in die Real Academia de Bellas Artes de San Fernando in Madrid aufgenommen.